# Dvoržakova ulica, Ljubljana
Dvoržakova ulica je ena izmed ulic v Ljubljani.

## Zgodovina
Leta 1923 so poimenovali novi podaljšek Pražakove ulice od Dunajske ceste na Vošnjakovo ulico po češkemu skladatelju Antonu Dvoržaku.
Leta 1941 so jo po italijanski okupaciji Ljubljane preimenovali v Knafljevo ulico. Po koncu vojne so vrnili prvotno ime.